# Arkia

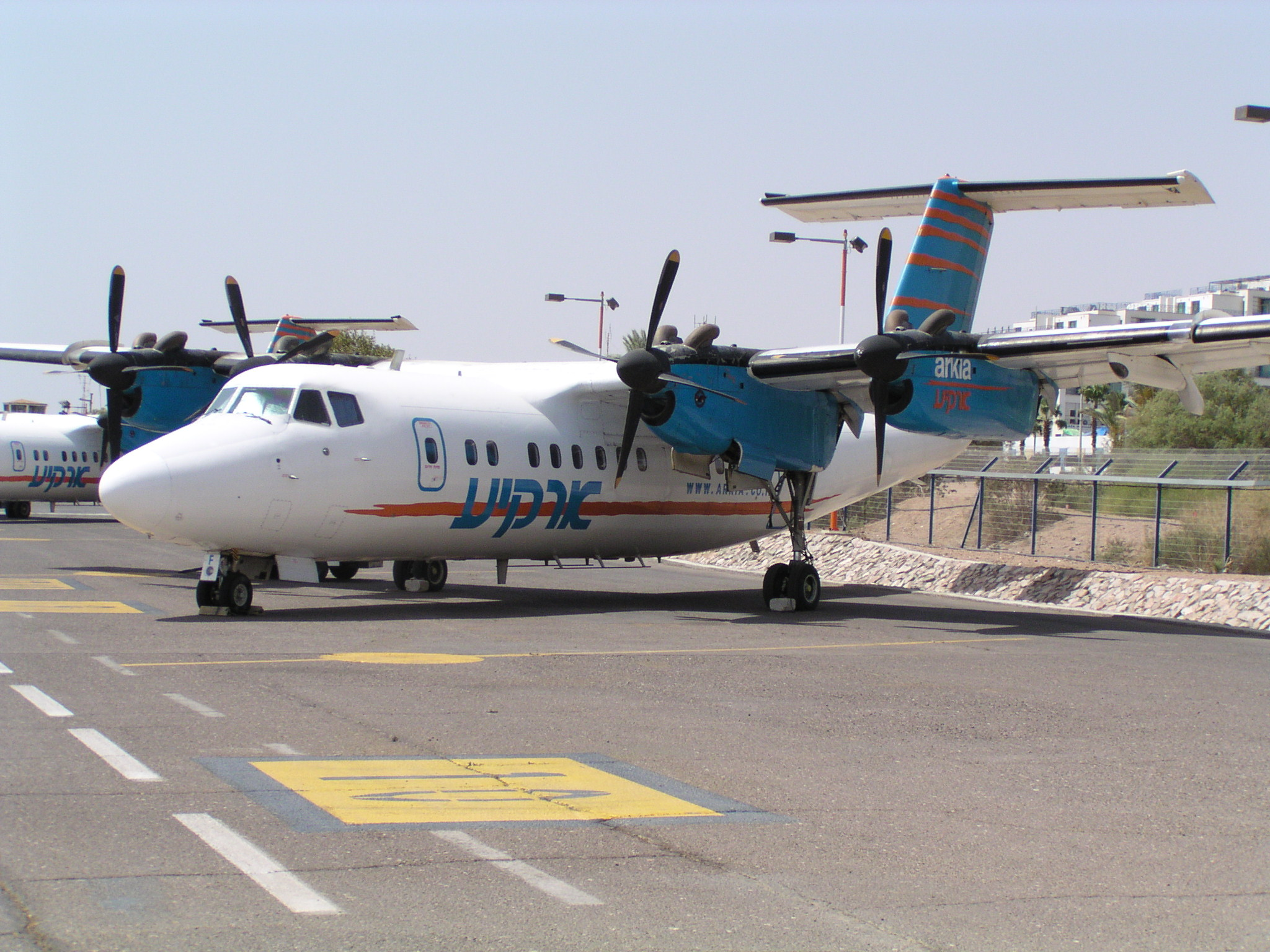
Letadlo de Havilland Canada Dash 7 společnosti Arkia na Letišti J. Hozmana

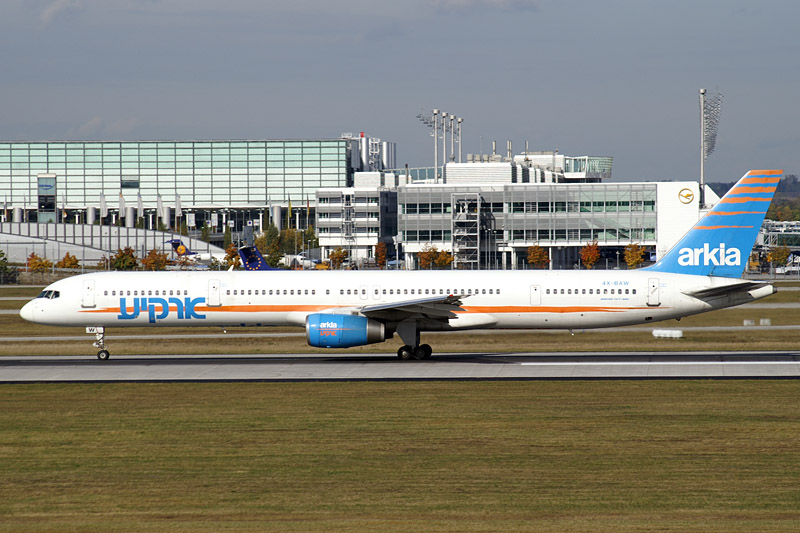
Letadlo Boeing 757 společnosti Arkia na Letišti Mnichov

Arkia (hebrejsky: ארקיע, Arkija, plným jménem Arkia Israel Airlines) je letecká společnost v Izraeli.
Byla založena roku 1950 jako společný podnik letecké společnosti El Al a organizace Chevrat ha-ovdim napojené na odborovou centrálu Histadrut s cílem poskytnout letecké spojení mezi centrem státu a městem Ejlat na jihu Izraele. Zpočátku se společnost nazývala Eilata Airlines, později Aviron, pak získala nynější název. V prvním roce přepravila 13 485 osob a zajišťovala linku do Ejlatu dvakrát do týdne. V 50. letech 20. století postupně frekvence spojů vzrostla na dva lety denně a koncem dekády už přepravovala přes 70 000 osob ročně. V 60. letech byla do flotily podniku zařazena proudová letadla a přibyly spoje do Jeruzaléma, Šarm aš-Šajchu a do Svaté Kateřiny na Sinaji a koncem desetiletí i do Roš Pina. V 70. letech postihla společnost krize letecké přepravy a turistiky spojená s Jomkipurskou válkou a s navrácením Sinaje po egyptskou správu.
V roce 1980 byl dosud státní podnik privatizován a koupila ho společnost Kanaf Arkia Airlines. Během 80. let podnik narostl a zaměstnával přes 600 lidí. V roce 1993 se mateřská firma Kanaf Arkia Airlines nazvaná Knafaim začala obchodovat na Telavivské burze cenných papírů. V 90. letech flotila společnosti zahrnovala 40 letounů.
Hlavní doménou společnosti Arkia zůstávají vnitrostátní lety (Ejlat, Jeruzalém, Tel Aviv-Letiště Sde Dov, Haifa, Ben Gurionovo mezinárodní letiště, Roš Pina, Kirjat Šmona), ale provozuje i linky do několika evropských měst a turistických destinací u Středozemního moře.